# 李炳圭
李 炳圭（イ・ビョンギュ、朝: 이병규 、1974年10月25日 - ）は、大韓民国の全羅北道金堤市出身、ソウル特別市育ちの元プロ野球選手（外野手）、野球指導者。

## 経歴

### 第一次LG時代
1997年から2006年まで10年間LGツインズでプレー。LGでは主将も務めており、当時は応援歌があまり作られていなかったにもかかわらず、個人応援歌まで作成されるほど愛されていた。2006年のWBC韓国代表に選出され、主に1番・左翼手として起用された。
1999年には、李鍾範に次いでKBO史上2人目のトリプルスリー（打率.349、30本塁打、31盗塁）を達成している。左打者の達成はKBO史上初だった。
広さで日本の球場と比べても遜色の無い蚕室総合運動場野球場をホーム球場とし、2003年ごろまでは走攻守三拍子揃った5ツールプレイヤーとして知られた。同年オフの左膝手術の影響で、翌2004年からは長打力を捨てて広角に打ち分けるアベレージヒッタースタイルへ転換し、2005年には首位打者を獲得した。
2006年オフにFA宣言し、NPBの中日ドラゴンズや千葉ロッテマリーンズが関心を示した。LGとの友好球団であり、同年限りで退団したアレックス・オチョアの代役を探していた中日がアレックスを走攻守全てにおいて上回る存在として期待をかけ、同年12月10日に2年契約（3年目は球団オプション）を結んだ。

### 中日時代
2007年は当初、本人は中堅手志望で打順にはこだわりがないと発言。開幕戦では希望通り「5番・中堅手」で起用された。4月15日に来日初本塁打を放つ。開幕から9試合連続安打を記録するなど序盤は打撃好調だったが、シーズンが進むにつれ徹底的にマークされ徐々に不調に陥っていった。7月18日の対ヤクルト戦では猛打賞をマークし、日韓通算1500安打を達成。9月4日の対巨人戦で、高橋尚成から来日初となる満塁本塁打を放つ。韓国では走攻守揃った選手という評価だったが、レギュラーシーズンでは打率.262の割に低い出塁率.295で、三振は100を越え、盗塁は0、守備でも補殺0に終わる。
しかしクライマックスシリーズに入ると豹変し、阪神との第1ステージ第2戦で上園啓史から試合を決定づける3点本塁打を放った。巨人との第2ステージ第2戦においても西村健太朗から2点適時三塁打を放ち、次の打席では上原浩治からソロ本塁打を放つ。続く日本シリーズの日本ハムとの第2戦では2点本塁打を放ち、さらに第3戦では武田勝を初回1/3でKOに追い込む2点二塁打を放った。また、日本シリーズではチーム最高の5打点をマークし、日本一に貢献。短期決戦での勝負強さを見せた。アジアシリーズのSKワイバーンズとの決勝戦で金廣鉉から2点本塁打を放ち、チームはアジアシリーズを制覇した。12月に台湾で開催された北京オリンピックアジア地区予選に韓国代表として出場。初戦の台湾戦に6番・右翼手で先発出場した。
2008年の開幕戦は「3番・右翼手」で起用される。5月4日の対阪神戦で藤川球児から来日初のサヨナラ本塁打を放った。5月17日対横浜戦で先制打と満塁本塁打を放った。しかし、右手親指を痛めて6月10日に登録抹消される。6月30日に一軍登録され、7月1日からの阪神との3連戦にスタメン出場するも12打数2安打4三振と結果を残すことが出来ず、三連戦終了後に再び二軍降格となった。更に北京オリンピック韓国代表からも外れてしまう。再登録となった8月12日に先制の3点本塁打、勝ち越しのソロ本塁打と2本の本塁打を放った。10月2日の対横浜戦では8回に三浦大輔から同点2点本塁打、延長10回には寺原隼人から勝ち越しの3点本塁打を放ち、チームの5連勝に導いた。本塁打と打点は前年度より上昇したものの、打率は低下、前年に匹敵する三振を喫し併殺打も増加、また四球も少なかった。結局打率・出塁率はそれぞれリーグワースト3位・2位という結果となった。
阪神とのクライマックスシリーズ第1ステージ第3戦では岩田稔から死球を受け退場したが、巨人との第2ステージ初戦ではセス・グライシンガーから先頭打者本塁打を放った。しかしチームは敗退した。
2009年は来日早々「3割20本」の目標を掲げるものの、オープン戦で打率.146と大不振に陥り開幕を二軍で迎えることになった。5月25日に一軍登録され、平田良介や野本の不調により出場機会を得たが、得点圏打率は1割台にまで落ち込み、打率も2割1分8厘と結果を出す事が出来なかった。シーズン終了後、来季の契約を結ばないことを通告され、11月2日付で自由契約となった。

### 第二次LG時代
2010年1月8日、2年総額9億ウォンの契約で4年ぶりに古巣LGツインズに復帰。背番号も9に決定。このシーズンは打率.290、9本塁打の成績でシーズンを終え、韓国通算1500安打も達成した。
2011年シーズンでは16本のホームランを放つ活躍を見せ、打率も.338と首位打者ランキングで3位となった。
2012年シーズンでは本塁打数こそ5本と昨季より減少したものの日韓通算2000本安打を達成し、打率.300フラットという堅調な成績を残した。
2013年7月5日、ネクセン戦で韓国プロ野球史上最年長(38歳8ヶ月)となるサイクルヒットを達成。同年7月10日、NCダイノス戦で韓国プロ野球新記録となる10打席連続安打を達成。同年はNCダイノスが一軍リーグに新規加入したため各チームの試合数が128に減少したこともあり、シーズン終盤の10月初旬に規定打席へ到達することに成功した。最終成績は打率.348で韓国プロ野球では8年ぶり2度目となる首位打者のタイトルを獲得し、ゴールデングラブ賞指名打者部門（韓国プロ野球ゴールデングラブ賞は守備を評価して表彰するものではない）を受賞した。
2014年5月6日、ハンファ戦で韓国プロ野球史上4人目となる韓国通算2000本安打を達成。
だが2014年以降出場機会が減り、2016年限りで現役を引退した。

### 引退後
2017年3月より韓国のスポーツ専門ケーブルテレビ局・スカイスポーツの野球解説者となった。現役引退時につけていたLGツインズの背番号9は永久欠番となった。
2017年7月9日、蚕室野球場にて引退セレモニー、永久欠番の表彰式が行われた。
2017年11月、古巣LGの二軍コーチとして復帰した。
2018年3月よりLGの一軍打撃コーチとなった。
2022年よりLGの二軍打撃コーチとなった。また2022-2023シーズンよりオーストラリアン・ベースボールリーグ(ABL)の韓国人中心のチーム、ジーロング・コリアの監督になった。
2023年よりサムスンライオンズの一軍首席コーチになった。2024年は二軍監督を務めたが、オフに再契約不可の通知を受け退団した。
2025年からは、古巣LGに再び復帰し、二軍監督を務める。

## エピソード
在籍していたLGには2006年以降、同姓同名の「イ・ビョンギュ（李柄奎）」が在籍している。その影響で、スコアボードなどでは両者とも背番号を付した表記がされていた。
LGツインズ復帰後の2014年4月24日の試合では、前日に突如としてLGの監督を辞任した金杞泰の背番号91を書き込んだ打撃用ヘルメットで登場した。そのヘルメットには自身の家族のイニシャルや、直前に起こった国内でのフェリー事故に巻き込まれた人々へのメッセージ（희망（希望）　기적（奇跡））が刻まれていたこともあり、国内外で話題となった。

## 家族
子息の李承珉は2024年よりSSGランダース所属のプロ野球選手（外野手）となっている。2024年7月5日、父母が観戦していたフューチャースオールスター戦で、父のニックネーム「赤兎馬」にちなみ馬の仮装で打席に入った｡

## 詳細情報

### 年度別打撃成績
| 年 度     | 球 団     | 試 合 | 打 席 | 打 数 | 得 点 | 安 打 | 二 塁 打 | 三 塁 打 | 本 塁 打 | 塁 打 | 打 点 | 盗 塁 | 盗 塁 死 | 犠 打 | 犠 飛 | 四 球 | 敬 遠 | 死 球 | 三 振 | 併 殺 打 | 打 率 | 出 塁 率 | 長 打 率 | O P S |
| --------- | --------- | ----- | ----- | ----- | ----- | ----- | -------- | -------- | -------- | ----- | ----- | ----- | -------- | ----- | ----- | ----- | ----- | ----- | ----- | -------- | ----- | -------- | -------- | ----- |
| 1997      | LG        | 126   | 550   | 495   | 82    | 151   | 31       | 8        | 7        | 219   | 69    | 23    | 5        | 1     | 3     | 43    | 3     | 8     | 50    | 6        | .305  | .368     | .442     | .810  |
| 1998      | LG        | 124   | 544   | 499   | 75    | 139   | 31       | 5        | 9        | 207   | 67    | 11    | 6        | 3     | 3     | 36    | 1     | 3     | 47    | 13       | .279  | .329     | .415     | .744  |
| 1999      | LG        | 131   | 599   | 550   | 117   | 192   | 43       | 8        | 30       | 341   | 99    | 31    | 3        | 2     | 4     | 34    | 6     | 9     | 65    | 11       | .349  | .394     | .620     | 1.014 |
| 2000      | LG        | 129   | 595   | 527   | 99    | 170   | 28       | 1        | 18       | 254   | 99    | 14    | 8        | 2     | 9     | 52    | 4     | 5     | 91    | 15       | .323  | .383     | .482     | .865  |
| 2001      | LG        | 133   | 607   | 542   | 107   | 167   | 30       | 4        | 12       | 241   | 83    | 24    | 8        | 4     | 3     | 54    | 6     | 4     | 69    | 10       | .308  | .373     | .445     | .818  |
| 2002      | LG        | 109   | 444   | 389   | 54    | 114   | 25       | 0        | 12       | 175   | 43    | 9     | 6        | 1     | 2     | 50    | 12    | 2     | 57    | 6        | .293  | .375     | .450     | .825  |
| 2003      | LG        | 44    | 178   | 154   | 20    | 43    | 9        | 2        | 5        | 71    | 30    | 1     | 3        | 0     | 2     | 21    | 4     | 1     | 23    | 0        | .279  | .365     | .461     | .826  |
| 2004      | LG        | 129   | 562   | 496   | 95    | 160   | 26       | 2        | 14       | 232   | 64    | 8     | 4        | 3     | 1     | 50    | 1     | 12    | 72    | 14       | .323  | .397     | .468     | .865  |
| 2005      | LG        | 119   | 517   | 466   | 62    | 157   | 24       | 2        | 9        | 212   | 75    | 10    | 6        | 1     | 7     | 34    | 1     | 9     | 62    | 10       | .337  | .388     | .455     | .843  |
| 2006      | LG        | 120   | 515   | 478   | 51    | 142   | 29       | 1        | 7        | 194   | 55    | 3     | 2        | 1     | 1     | 31    | 5     | 4     | 65    | 8        | .297  | .344     | .406     | .750  |
| 2007      | 中日      | 132   | 508   | 478   | 43    | 125   | 23       | 1        | 9        | 177   | 46    | 0     | 2        | 3     | 3     | 23    | 3     | 1     | 108   | 8        | .262  | .295     | .370     | .665  |
| 2008      | 中日      | 105   | 448   | 418   | 40    | 106   | 16       | 2        | 16       | 174   | 65    | 1     | 2        | 5     | 1     | 23    | 0     | 1     | 93    | 13       | .254  | .293     | .416     | .709  |
| 2009      | 中日      | 28    | 107   | 101   | 14    | 22    | 3        | 0        | 3        | 34    | 8     | 0     | 0        | 1     | 0     | 5     | 0     | 0     | 33    | 4        | .218  | .255     | .337     | .592  |
| 2010      | LG        | 117   | 451   | 404   | 49    | 117   | 14       | 1        | 9        | 160   | 65    | 3     | 4        | 4     | 6     | 36    | 5     | 1     | 53    | 11       | .290  | .345     | .396     | .741  |
| 2011      | LG        | 127   | 519   | 485   | 64    | 164   | 24       | 0        | 16       | 236   | 75    | 2     | 1        | 5     | 2     | 28    | 1     | 2     | 47    | 10       | .338  | .375     | .487     | .862  |
| 2012      | LG        | 118   | 455   | 420   | 52    | 126   | 25       | 1        | 5        | 168   | 41    | 5     | 7        | 0     | 6     | 22    | 1     | 2     | 58    | 18       | .300  | .333     | .400     | .733  |
| 2013      | LG        | 98    | 401   | 374   | 39    | 130   | 19       | 3        | 5        | 170   | 74    | 2     | 2        | 0     | 3     | 22    | 2     | 2     | 40    | 10       | .348  | .384     | .455     | .839  |
| 2014      | LG        | 62    | 207   | 195   | 23    | 49    | 6        | 0        | 2        | 61    | 25    | 1     | 1        | 2     | 0     | 8     | 0     | 2     | 21    | 5        | .251  | .288     | .313     | .601  |
| 2015      | LG        | 54    | 102   | 96    | 3     | 21    | 7        | 0        | 1        | 31    | 9     | 0     | 0        | 0     | 1     | 5     | 0     | 0     | 18    | 4        | .219  | .255     | .323     | .578  |
| 2016      | LG        | 1     | 1     | 1     | 0     | 1     | 0        | 0        | 0        | 0     | 0     | 0     | 0        | 0     | 0     | 0     | 0     | 0     | 0     | 0        | 1.000 | 1.000    | 1.000    | 2.000 |
| KBO：17年 | KBO：17年 | 1741  | 7247  | 6571  | 992   | 2043  | 371      | 38       | 161      | 2972  | 972   | 147   | 66       | 31    | 53    | 526   | 52    | 66    | 838   | 151      | .311  | .365     | .452     | .818  |
| NPB：3年  | NPB：3年  | 265   | 1063  | 997   | 97    | 253   | 42       | 3        | 28       | 385   | 119   | 1     | 4        | 9     | 4     | 51    | 3     | 2     | 234   | 25       | .254  | .290     | .386     | .676  |

- 各年度の太字はリーグ最高

### タイトル
KBO
- 最多安打（朝鮮語版）：4回 - 1999年（192本）、2000年（170本）、2001年（167本）、2005年（157本）
- 最多得点（朝鮮語版）：1回 - 2001年（107得点）
- 首位打者：2回（2005年、2013年）

### 表彰
KBO
- 最優秀新人（朝鮮語版）（1997年）
- ゴールデングラブ賞：7回（外野手：1997年、1999年 - 2001年、2004年、2005年、指名打者：2013年)
- KBOオールスターゲームMVP：1回（2011年）

### 記録
NPB
- 初出場・初先発出場：2007年3月30日、対東京ヤクルトスワローズ1回戦（ナゴヤドーム）、5番・中堅手として先発出場
- 初安打：同上、8回裏に木田優夫から左中間フェンス直撃二塁打
- 初打点：2007年3月31日、対東京ヤクルトスワローズ2回戦（ナゴヤドーム）、4回裏にセス・グライシンガーから中前適時打
- 初本塁打：2007年4月14日、対広島東洋カープ1回戦（広島市民球場）、8回表に梅津智弘から左越ソロ
- 初盗塁：2008年3月30日、対広島東洋カープ3回戦（ナゴヤドーム）、6回裏に二盗（投手：長谷川昌幸、捕手：倉義和）

### 背番号
- 9 （1997年 - 2006年、2010年 - 2016年、2019年 - 2022年）
- 7 （2007年 - 2009年）
- 91 （2018年）
- 79 （2023年）
- 99 （2024年）
- 70 （2025年 - ）